# Sertularia orthogonalis
Sertularia orthogonalis is een hydroïdpoliep uit de familie Sertulariidae. De poliep komt uit het geslacht Sertularia. Sertularia orthogonalis werd in 1989 voor het eerst wetenschappelijk beschreven door Gibbons & Ryland. 